# Jevgenija Vorobjovová
Jevgenija Vorobjovová (rusky Евгения Воробьева, bělorusky Яўгенія Варабёва, Jauhenija Varabjova; * 1. dubna 1998 Mogilev, Bělorusko) je běloruská rychlobruslařka.
V roce 2013 debutovala ve Světovém poháru juniorů, roku 2014 se poprvé představila na juniorském světovém šampionátu. V roce 2017 začala závodit ve Světovém poháru neoseniorů a v závodech seniorského Světového poháru se premiérově objevila na podzim 2019. Na Mistrovství Evropy 2020 získala ve stíhacím závodě družstev bronz a na ME 2022 vybojovala v týmovém sprintu stříbrnou medaili. Startovala na ZOH 2022 (hromadný start – vypadla v semifinále, stíhací závod družstev – 7. místo).